# Kanojo wa uso o aishisugiteru
Kanojo wa uso o aishisugiteru (jap. カノジョは嘘を愛しすぎてる) – shōjo-manga napisana i ilustrowana przez Kotomi Aoki. 
Manga została sprzedana w nakładzie ponad 3 milionów egzemplarzy.

## Fabuła
Aki jest utalentowanym i uznanym w środowisku kompozytorem piosenek, tworzącym przede wszystkim dla bardzo znanego zespołu rokowego Crude Play. On sam był członkiem tego zespołu jeszcze przez jego oficjalnym debiutem, jednak z powodów ideologicznych z tej pozycji zrezygnował. Cierpi on na depresję i rzadko się uśmiecha. Pewnego dnia spotyka przypadkiem Riko, która zakochuje się w nim od pierwszego wejrzenia i próbuje mu pomóc. Aki celowo okłamuje Riko co do swojej prawdziwej tożsamości. Jego kłamstwa jednak wkrótce wychodzą na jaw, kiedy producent w agencji, w której pracuje Aki, werbuje Riko.

## Bohaterowie
- Aki Ogasawara, autor tekstów piosenek i producent, były basista
- Riko Koeda, licealistka mająca talent śpiewaczy
- Shun Sakaguchi, wokalista i gitarzysta Crude Play
- Shinya Shinohara, basista Crude Play
- Kaoru Ono, gitarzysta Crude Play
- Teppei Yazaki, perkusista Crude Play
- Yuichi Kimijima, członek Mush & Co. i przyjaciel Riko
- Sota Yamazaki, członek Mush & Co. i przyjaciel Riko
- Mari, znana piosenkarka i była dziewczyna Akiego
- Soichiro Takagi, producent muzyczny i rywal Akiego
- Miwako Nagahama, asystentka Takagiego

## Manga
Manga, napisana i ilustrowana przez Kotomi Aoki, ukazywała się od 2009 roku w magazynie Cheese!, które należy do wydawnictwa Shōgakukan. Ostatni rozdział ukazał się w tym samym magazynie 24 marca 2017 roku.
Pierwszy tomik został wydany 25 września 2009 roku, natomiast 21. tom ukazał się 21 grudnia 2016 roku.
Manga ta została nagrodzona w kategorii najlepsza manga dla dziewcząt na 59. ceremonii rozdania nagród Shōgakukan Manga.

## Film
W lutym 2012 roku ogłoszono, że powstanie film będący adaptacją mangi. Film Kanojo wa uso o ai shisugiteru miał swoją premierę 14 grudnia 2013 roku. W tym filmie live-action główne role odegrali Takeru Satō (Aki Ogasawara) oraz Sakurako Ohara (Riko Koeda). Reżyserem filmu był Norihiro Koizumi, natomiast za scenariusz odpowiedzialna była Tomoko Yoshida. Muzykę do filmu napisała Seiji Kameda.
Odtwórczyni głównej roli została wybrana w specjalnym castingu, który trwał od 24 marca do 30 czerwca 2012 roku. Sakurako Ohara pokonała ponad 5000 kandydatek do roli.
Zysk ze sprzedaży biletów wyniósł w Japonii łącznie 15,9 miliona dolarów.

### Pozostała obsada
- Shohei Miura jako Shun Sakaguchi[12]
- Masataka Kubota jako Shinya Shinohara[12]
- Kouki Mizuta jako Kaoru Ono[12]
- Koudai Asaka jako Teppei Yazaki[12]
- Ryo Yoshizawa jako Yuichi Kimijima[12]
- Yuki Morinaga jako Sota Yamazaki[12]
- Saki Aibu jako Mari[12]
- Takashi Sorimachi jako Soichiro Takagi[12]
- Mitsuki Tanimura jako Miwako Nagahama[12]

### Prolog
Oprócz filmu, na zlecenie Fuji TV powstał dziesięcioodcinkowy serial live-action, zatytułowany Kanojo wa uso o ai shisugiteru Side Story ~Boku to kanojo ga deau mae no monogatari~ (jap. カノジョは嘘を愛しすぎ Side Story ~ 僕と彼女が出会う前の物語). Został on wyemitowany na Fuji TV od 9 do 20 grudnia 2013 roku.

### Ścieżka dźwiękowa
27 listopada 2013 roku wydano singiel w limitowanej serii zawierający główny motyw przewodni filmu, zatytułowany „Sayonara no junbi wa, mō dekite ita” (jap. サヨナラの準備は、もうできていた), grany przez zespół Crude Play.
Płyta ze ścieżką dźwiękową została wydana 18 grudnia 2013 roku.
| Nr  | Tytuł utworu                                                                           | Długość |
| --- | -------------------------------------------------------------------------------------- | ------- |
| 1.  | „Aki no theme I ~ yūutsu” (秋のテーマI ～ 憂鬱)                                        |         |
| 2.  | „Aki no theme II ~ kunō” (秋のテーマII ～ 苦悩)                                        |         |
| 3.  | „Deai” (出会い)                                                                        |         |
| 4.  | „Spin A Wheel”                                                                         |         |
| 5.  | „Te o hiite” (手を引いて)                                                              |         |
| 6.  | „Tsutsumikomu yōni” (つつみ込むように)                                                 |         |
| 7.  | „Ginen” (疑念)                                                                         |         |
| 8.  | „Aki no theme I ~ ketsui” (秋のテーマIII ～ 決意)                                      |         |
| 9.  | „Gūzen ni” (偶然に)                                                                    |         |
| 10. | „Shōsō” (焦燥)                                                                         |         |
| 11. | „Senjō nite” (船上にて)                                                                |         |
| 12. | „Omoide” (思い出)                                                                      |         |
| 13. | „Aki to Riko no theme I ~ yorisotte” (秋と理子のテーマI ～ 寄り添って)                 |         |
| 14. | „Shin'ya” (心也)                                                                       |         |
| 15. | „SHOT”                                                                                 |         |
| 16. | „Aki to Riko no theme II ~ yūgure” (秋と理子のテーマII ～ 夕暮れ)                      |         |
| 17. | „Jiken” (事件)                                                                         |         |
| 18. | „Aki no theme IV ~ kodoku” (秋のテーマIV ～ 孤独)                                      |         |
| 19. | „Aki to Riko no theme III ~ uso to wakare” (秋と理子のテーマIII ～ 嘘と別れ)           |         |
| 20. | „Hanarebanare ni” (離ればなれに)                                                       |         |
| 21. | „Futari no omoi” (二人の想い)                                                          |         |
| 22. | „Aki to Riko no theme IV ~ sorezore no michi o” (秋と理子のテーマIV ～ それぞれの道を) |         |
| 23. | „Negai” (願い)                                                                         |         |
| 24. | „Kirameki” (煌めき)                                                                    |         |
| 25. | „Kiss” (キス)                                                                          |         |

Płyta zawierająca utwory napisane na potrzeby filmu, również została wydana 18 grudnia 2013 roku.
| Nr  | Tytuł utworu                                                                                             | Długość |
| --- | --- | ------- |
| 1.  | „INSECTICIDE”                                                                                            |         |
| 2.  | „Ashita mo” (明日も)                                                                                     |         |
| 3.  | „Sayonara no junbi wa, mō dekite ita” (サヨナラの準備は、もうできていた)                                 |         |
| 4.  | „Sotsugyō” (卒業)                                                                                        |         |
| 5.  | „Uta utai no uta” (うたうたいのうた)                                                                     |         |
| 6.  | „Ashita mo (Acoustic ver.)” (明日も (アコースティック ver.))                                             |         |
| 7.  | „Inori” (祈り)                                                                                           |         |
| 8.  | „Sotsugyō (Acoustic ver.)” (卒業 (アコースティック ver.))                                                |         |
| 9.  | „Chippokena ai no uta” (ちっぽけな愛のうた)                                                              |         |
| 10. | „Haru-nēchan o shiawase ni shinakattara buttobasu no uta” (春姉ちゃんを幸せにしなかったらぶっ飛ばすの歌) |         |

## Serial
W 2017 roku powstała koreańska adaptacja mangi, zatytułowana Geunyeoneun geojitmaleul neomu saranghae. Serial ten był emitowany na kanale tvN od 20 marca 2017 roku. Główne role odgrywają Lee Hyun-woo oraz Joy.